# Noord-Cyprus
Noord-Cyprus (Turks: Kuzey Kıbrıs), officieel de Turkse Republiek Noord-Cyprus (TRNC; Turks: Kuzey Kıbrıs Türk Cumhuriyeti), is een zelfverklaarde republiek gelegen op het noordelijk deel van het mediterrane eiland Cyprus en wordt enkel erkend door Turkije. De internationale gemeenschap beschouwt dit formeel als door Turkije bezet gebied van de Republiek Cyprus. In het verleden erkenden ook Bangladesh en Pakistan de Turkse Republiek Noord-Cyprus, maar onder internationale druk van vooral de Verenigde Staten en een resolutie van de VN-Veiligheidsraad trokken ze hun erkenning weer in.
Noord-Cyprus beslaat ongeveer 3335 km² (een derde van het eiland Cyprus) en strekt zich uit van de top van het schiereiland Karpaz in het noordoosten tot Kokkina in het westen. Het zuidelijkste punt is het dorp Akıncılar. De ingestelde bufferzone onder controle van de Verenigde Naties loopt van west naar oost over het eiland en deelt het op in Noord-Cyprus en de Republiek Cyprus. Hierdoor is ook Nicosia, de hoofdstad van beide staten, in tweeën verdeeld.
Het gebied telt 294.906 (2011) inwoners, voornamelijk Turken, van wie de meerderheid oorspronkelijk Turks-Cyprioten of deels Turks-Cyprioten zijn. Migranten uit Turkije vormen een grote minderheid. De officiële taal is het Turks, dat met een duidelijk lokaal dialect wordt gesproken. De overgrote meerderheid van de bevolking bestaat uit soennitische moslims, maar seculierder dan de Turken in Turkije.
Tijdens de bezetting vluchtte vrijwel de gehele Turkse minderheid uit het zuiden naar het noorden – of werden naar het noorden verdreven – en veel Grieken vluchtten naar het zuiden van het eiland – of werden naar het zuiden verdreven. De reden voor de bezetting was dat Griekse Cyprioten – die met 77% de meerderheid vormden – streefden naar enosis, eenmaking met Griekenland.  Waarvoor ook bij de Griekse bevolking in 1974 geen meerderheid was. Om dit doel te bereiken, voerden enkele Grieks-Cyprioten, met ondersteuning van de junta die toen de macht had in Griekenland, een staatsgreep uit, wat Turkije als een bedreiging voor de Turks-Cypriotische bevolking aanzag. Hierop volgde in 1974 een internationaal veroordeelde Turkse invasie van Cyprus en in 1983 verklaarde het door Turkije bezette gebied zich onafhankelijk onder de naam Turkse Republiek Noord-Cyprus. Door gebrek aan erkenning is Noord-Cyprus sterk afhankelijk van Turkije voor economische, politieke en militaire steun.
Pogingen om het geschil in Cyprus op te lossen faalden. Ook het afwijzen van het Plan-Annan door de Grieks-Cyprioten uit 2004 maakte het moeilijker om dit geschil op te lossen. Toch zijn er onderhandelingen met de Europese Unie om Noord-Cyprus uit zijn economisch isolement te halen.
Het Turkse leger onderhoudt een grote macht in Noord-Cyprus. De Republiek Cyprus en de internationale gemeenschap beschouwen het als een illegale bezettingsmacht, en haar aanwezigheid is veroordeeld in verschillende resoluties van de Veiligheidsraad van de Verenigde Naties.
Noord-Cyprus heeft een waarnemersstatus binnen de Organisatie van Turkse Staten.

## Geografie

### Topografie
Noord-Cyprus heeft een oppervlakte van 3355 vierkante kilometer, wat neerkomt op ongeveer een derde van het eiland. Ongeveer 75 kilometer naar het noorden van Noord-Cyprus ligt Turkije en 97 kilometer naar het oosten ligt Syrië. Het ligt tussen de breedtegraden 34° en 36° N, en lengtegraden 32° en 35° E.
Noord-Cyprus heeft twee baaien: de baai van Güzelyurt en de baai van Gazimağusa. De smalle bergketens van Girne lopen langs de noordelijke kust en zijn zelfs te zien vanaf İskele. Mount Selvili, met een hoogte van 1024 meter het hoogste punt van Noord-Cyprus, bevindt zich ook in deze bergketens. De Mesaori playa, dat zich uitstrekt van het district Güzelyurt naar de oostelijke kustlijn, bestaat uit vlakke akkervelden en kleine heuvels. Het oostelijke deel van deze vlakte wordt gebruikt voor droge landbouw, zoals de teelt van tarwe en gerst. Daarom zijn deze vlakte overwegend groen in de winter en het voorjaar en geel en bruin in de zomer. 56,7% van de grond in Noord-Cyprus is vruchtbare grond en is bruikbaar voor de landbouw.

### Klimaat
De winters in Noord-Cyprus zijn koel en regenachtig, vooral tussen december en februari valt er veel neerslag. Deze regenbuien zorgen ervoor dat de rivieren die in de zomer uitdrogen weer worden opgevuld. Sneeuw komt alleen voor rondom Girne ondanks de lage nachttemperaturen elders. De korte lentes worden gekenmerkt door instabiele weersomstandigheden, zoals incidentele zware stormen en de zware westenwind (in de volksmond "Meltem"). Ten slotte zijn de zomers in Noord-Cyprus warm en droog.
Om te voorzien in voldoende drink- en irrigatiewater is het Watervoorzieningsproject Noord-Cyprus opgestart. Een pijplijn tussen Turkije en Noord-Cyprus is aangelegd en deze kwam in september 2014 in gebruik. De pijplijn heeft een capaciteit van 75 miljoen m³ per jaar.

## Geschiedenis
Op 16 augustus 1960 werd het door Grieken en Turken bewoonde Cyprus onafhankelijk van Groot-Brittannië. De machtsdeling tussen Grieken en Turken bleek onwerkbaar. Hoewel er vóór de onafhankelijkheid al spanningen waren, kregen deze na 1970 de status van een burgeroorlog, waarbij de regering de kant van de Grieken koos en hen stimuleerde tot een economische en politieke boycot van de Turks-Cyprioten. Duizenden Turks-Cyprioten moesten vluchten voor Grieks geweld en leefden in hun eigen enclaves. De onlusten (met ontelbare aanslagen en doden) tussen de twee etnische groepen hielden aan, en bereikten een hoogtepunt toen Cypriotische bondgenoten van het Griekse kolonelsregime in 1974 een staatsgreep pleegden met het doel de verkozen president van Cyprus, aartsbisschop Makarios, van de macht te verdrijven en Cyprus aan te sluiten bij Griekenland. Deze staatsgreep werd gevolgd door aanvallen op de Turks-Cyprioten. Met als reden de Turks-Cyprioten te beschermen, ging Turkije op 20 juli 1974 over tot een invasie en werd het noorden van het eiland bezet; dit resulteerde in grote vluchtelingenstromen. De oorlog rondom de bezetting door Turkije was van korte duur.
Na enkele rondes van vredesonderhandelingen in Genève, was het gelukt om eind augustus een wapenstilstand in te voeren. In 1983 werd de Turkse Republiek Noord-Cyprus opgericht, met Rauf Denktaş als eerste president. Turkije beschouwt de operatie als een 'bevrijding', terwijl de Grieken de operatie zien als een bezetting.
Grieks-Cyprus is in 2004 toegetreden tot de Europese Unie; de TRNC niet, omdat de hereniging in 2004 was mislukt. In een referendum hebben de Grieks-Cyprioten zich uitgesproken tegen een hereniging, terwijl de inwoners van Turks-Cyprus vóór stemden. Turkije houdt zijn troepen gestationeerd op Cyprus, vanwege vermeende militaire activiteiten van de Grieks-Cyprioten. Na de verkiezingen van eind februari 2008 in het Grieks-Cypriotische deel, werden er vaker verwachtingen uitgesproken over verbeteringen in de relatie tussen beide delen. Op 31 maart werd een belangrijke grensovergang in Nicosia verwijderd. Dit betekent een ongehinderde overgang van noord naar zuid en omgekeerd.
Het Europees Hof voor de Rechten van de Mens oordeelde in 2014 dat Turkije verantwoordelijk was voor de verdwijning van 1.456 Grieks-Cyprioten, van wie velen vermoedelijk werden gedood tijdens de invasie. Turkije werd veroordeeld tot het betalen van 90 miljoen euro compensatie aan nabestaanden en getroffen families in het schiereiland Karpaz.
Na het aantreden van de Noord-Cypriotische president Mustafa Akıncı in april 2015 kwam er meer toenadering tot Cyprus op gang. Zo werden er verregaande gesprekken gevoerd met de Cypriotische president Nikos Anastasiadis over hereniging van het eiland. Akıncı verloor echter de presidentsverkiezingen in 2020 tegen premier Ersin Tatar, die pleit voor een twee-statenoplossing.

## Bestuur en politiek

### Bestuurlijke indeling

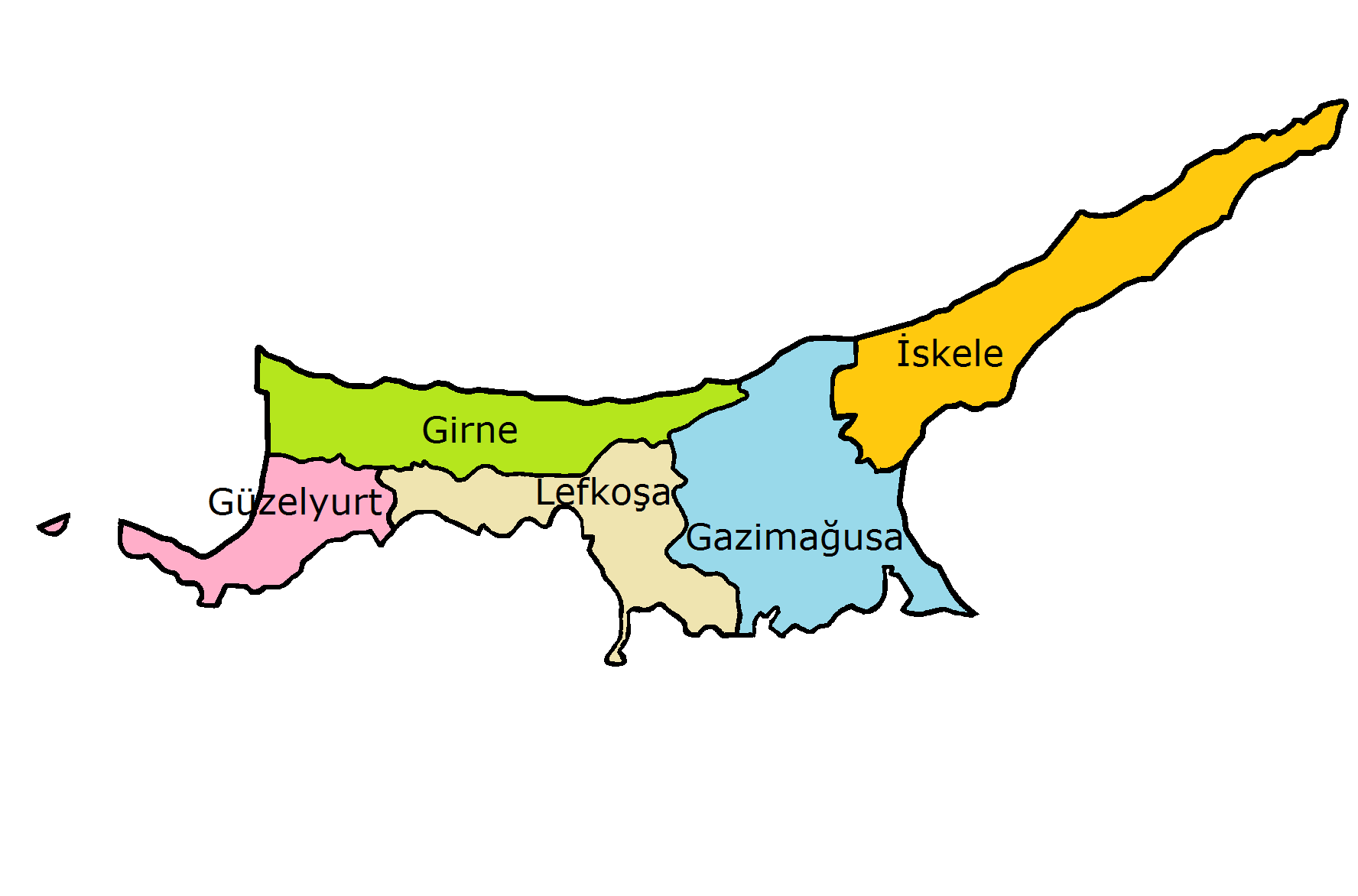
De vijf districten van de Turkse Republiek Noord-Cyprus

De Turkse Republiek Noord-Cyprus is een staat in het noorden van het eiland Cyprus. Zij is bestuurlijk onderverdeeld in vijf districten: Güzelyurt, Girne, Lefkoşa, Gazimağusa, İskele. Deze districten zijn weer onderverdeeld in veertien subdistricten.

### Overheid
De Turkse Republiek Noord-Cyprus is een semi-presidentiële republiek, waarbij de president ook de voorzitter van de Kamer is. Het land kent een meerpartijenstelsel met een minister-president aan het hoofd van de regering. De president wordt verkozen voor een termijn van vijf jaar; sinds 23 oktober 2020 bekleedt Ersin Tatar deze functie. Na de laatste parlementsverkiezingen van januari 2018 heeft de conservatieve Nationale Eenheidspartij de meeste zetels verworven in de Kamer. Deze partij leidt sinds 2020 een coalitie met de Democratische Partij en de Partij van de Wedergeboorte. Ünal Üstel is de minister-president.

### Parlement
De Assemblee van de Republiek vormt het parlement van Noord-Cyprus.

#### Verkiezingen 7 januari 2018
| Partij                                              | %     | Aantal zetels |
| --------------------------------------------------- | ----- | ------------- |
| Nationale Eenheidspartij (UBP) – rechts             | 35,58 | 21            |
| Republikeinse Turkse Partij (CTP) – centrumlinks    | 20,92 | 12            |
| Volkspartij (HP) – centrum                          | 17,08 | 9             |
| Democratische Partij (DP) – centrumrechts           | 7,84  | 3             |
| Burgerlijke Democratiepartij (TDP) – links          | 8,64  | 3             |
| Partij van de Wedergeboorte (YDP) – nationalistisch | 7,00  | 2             |
| Onafhankelijken                                     | 0,13  | 0             |

De onderstreepte getallen vormen de hieruit onderhandelde meerderheid.

## Economie
De economie steunt vooral op Turkse steun en de export van agrarische producten (met name citrusvruchten, aardappelen, druiven, tabak, appels en peren) via Turkije. De visserij is nauwelijks van belang. Verder wordt er veel katoen verbouwd en stijgt de wijnproductie. Tevens zijn er inkomsten uit het toerisme; de TRNC wordt voornamelijk door Turken en Britten bezocht.
De TRNC krijgt elk jaar zeshonderd miljoen dollar hulp van Turkije. Voor 2003 was dit bedrag tweehonderd miljoen dollar.

## Onderwijs
Noord-Cyprus heeft  acht erkende universiteiten. Drie daarvan zijn staatsuniversiteiten, terwijl er vier privé-universiteiten zijn. Eén universiteit, in Gazimağusa, is zowel een privé- als een staatsuniversiteit. Verschillende minderheden die zich niet veilig voelden onder het nieuwe bewind, zijn langzaamaan naar Zuid-Cyprus verhuisd of gevlucht. Hierdoor kwamen basisscholen binnen een aantal jaren leeg te staan. Bijvoorbeeld de basisschool in Kormakitis. Alleen de ouderen in de gemeenschap van de maronitische kerk in Kormakitis bleven achter, waardoor ook de school spoedig leeg kwam te staan. De Maronitische school bevindt zich nu in Nicosia.

## Internationale relaties

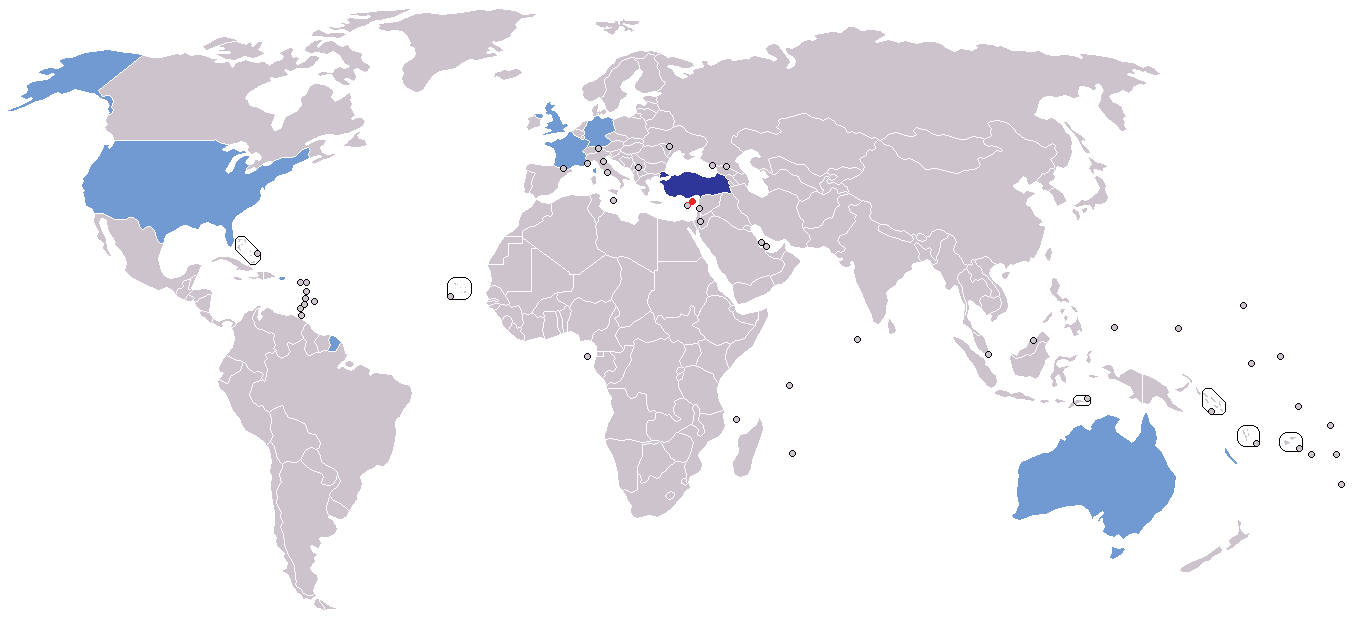
Kaart van diplomatieke missies in Noord-Cyprus (TRNC)
TRNC
Staten met een ambassade in TRNC
Staten met een vertegenwoordigerskantoor in TRNC

Ondanks dat Noord-Cyprus enkel door Turkije erkend wordt, zijn er wel internationale relaties. Zo hebben Australië, Duitsland, het Verenigd Koninkrijk en de Verenigde Staten een vertegenwoordiging in Noord-Cyprus. Frankrijk heeft een cultureel kantoor in het land.

### Azerbeidzjan
De enige politieke entiteit die Noord-Cyprus erkent naast Turkije, is de Autonome Republiek Nachitsjevan van Azerbeidzjan. Azerbeidzjan zelf erkent Noord-Cyprus niet, vanwege het conflict om Nagorno-Karabach. Cyprus dreigde Nagorno-Karabach te erkennen als Azerbeidzjan Noord-Cyprus zou erkennen. Wel heeft Noord-Cyprus een vertegenwoordigingskantoor in de Azerbeidzjaanse hoofdstad Bakoe.
De relatie tussen Noord-Cyprus en Azerbeidzjan wordt wel eens benoemd als 'Eén Volk, Drie Staten', verwijzend naar de quote van de Azerbeidzjaanse oud-president Heydər Əliyev, die Turkije en Azerbeidzjan zag als één volk, verdeeld over twee staten. De meerderheid van de bevolkingen in Noord-Cyprus, Azerbeidzjan en Turkije behoren allen toe aan de Turks-islamitische Oğuzen-stam.
Op 14 oktober 2023 ontving İlham Əliyev president Ersin Tatar van de Turkse Republiek Noord-Cyprus. Op de officiële website van de president van Azerbeidzjan werd Tatar aangeduid als president van de Turkse Republiek Noord-Cyprus, wat werd gezien als een verkapte erkenning van Noord-Cyprus.

### Het Westen
Noord-Cyprus heeft vertegenwoordigingskantoren in New York, Washington D.C. (Verenigde Staten), Brussel, (België), Helsinki (Finland), Straatsburg (Frankrijk), Berlijn (Duitsland), Boedapest (Hongarije), Rome (Italië), Stockholm (Zweden), Genève (Zwitserland) en Londen (Verenigd Koninkrijk).

### Islamitische wereld
Er zijn ook vertegenwoordigingen in Manama (Bahrein), Koeweit, Islamabad (Pakistan), Masqat (Oman), Doha (Qatar) en Abu Dhabi (Verenigde Arabische Emiraten). Daarnaast is er een kantoor voor toerisme in Bisjkek (Kirgizië).

### Organisaties
Noord-Cyprus is waarnemend lid bij TÜRKSOY, de Organisatie voor Economische Samenwerking en de Organisatie voor Islamitische Samenwerking.  
In 2004 kreeg de Turks-Cypriotische gemeenschap een waarnemersstatus binnen de Parlementaire Vergadering van de Raad van Europa als onderdeel van de Cypriotische delegatie. Sindsdien worden steeds twee Turks-Cypriotische vertegenwoordigers gekozen in het parlement.
In 2013 werd de Noord-Cypriotische Rode Halve Maan waarnemend lid van de Internationale Federatie van Rode Kruis- en Rode Halve Maanverenigingen.
Noord-Cyprus heeft een vertegenwoordiging bij de Europese Unie in Brussel en bij de Verenigde Naties in New York.  
Op 11 november 2022 kreeg Noord-Cyprus een waarnemersstatus binnen de Organisatie van Turkse Staten.

## Geschil met Cyprus over erfgoed
Een belangrijk geschilpunt tussen Noord-Cyprus en Cyprus is de slechte staat van veel Grieks-Orthodoxe kerken en kloosters in het noorden van het land. Volgens het rapport ‘Destruction of Cultural Property in the Northern Part of Cyprus and Violations of International Law’ van de United States Law Library of Congress zijn meer dan 500 orthodoxe kerken en kapellen tussen 1974 en 2009 geplunderd, vernietigd of afgebroken. Meer dan 15.000 fresco’s en schilderijen zijn verdwenen. Hierbij was een hoofdrol weggelegd voor de Turkse kunsthandelaar Aydin Dikmen. Er zijn 77 kerken veranderd in moskeeën. 
Slechts een klein deel van de verdwenen fresco's en mozaïeken is teruggevonden op de internationale kunstmarkt. Een gedeelte hiervan bevindt zich in een museum in Nicosia. Hieronder bevinden zich kunstschatten uit de Panagia Kanakariakerk en de Heilige Euphemianoskerk.